# Cour-Saint-Maurice
Cour-Saint-Maurice é uma comuna francesa na região administrativa de Borgonha-Franco-Condado, no departamento de Doubs. Estende-se por uma área de 4,47 km². Em 2010 a comuna tinha 155 habitantes (densidade: 34,7 hab./km²).